# Jinshaia sinensis
Jinshaia sinensis es una especie de peces de la familia Balitoridae en el orden de los Cypriniformes.

## Morfología
• Los machos pueden llegar alcanzar los 7 cm de longitud total.

## Distribución geográfica
Se encuentra en Asia:  Cuencas los ríos Yangtsé y jinshi-jiang en la China.

## Hábitat
Es un pez de agua dulce y de clima templado.